# УПАБ-1500Б

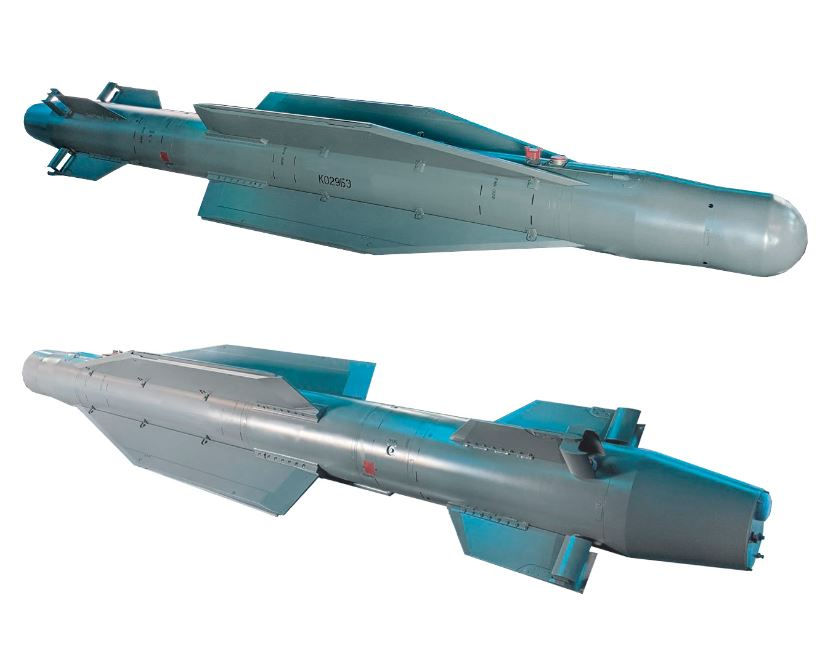
Керована авіаційна бомба УПАБ-1500Б-Е

УПАБ-1500Б (від рос. управляемая планирующая авиационная бомба) — сучасна керована авіаційна бомба, що планує, вагою 1 500 кг. Виробник — АТ "ДНВП «Регіон» (дочірнє підприємство Корпорації «Тактичне ракетне озброєння» — КТРВ), Росія. Застосовується у складі комплексів озброєння літаків фронтової авіації — винищувачів-бомбардувальників та штурмовиків. Має експортний варіант — УПАБ-1500Б-Е (К029БЕ).

## Опис
УПАБ-1500Б вперше була представлена на Московському авіаційно-космічному салоні МАКС-2019. Бомба призначена для ураження наземних і надводних малорозмірних міцних і особливо міцних цілей типу посилених залізобетонних укриттів, командних пунктів, залізничних мостів, бойових кораблів, транспортних суден, та ін.[джерело?]
У 2005 році повідомлялося про випробування бомби УПАБ-1500КР варіанта УПАБ-1500 з розсувними крилами. За рахунок покращення аеродинамічних характеристик бомби передбачалося досягти дальності до 70 км. На початковому етапі польоту застосовувалося телеуправління бомбою з борту бомбардувальника, на підльоті до цілі вмикається лазерна головка самонаведення. Про подальшу долю проекту на початок 2023 року інформації немає[джерело?]
Система наведення інерційно-супутникова. Рульовий газовий привід, живлення від повітряного балона. Джерело електроживлення бортових систем — теплова батарея. Бойова частина — фугасно-бронебійна. Підривник контактний із трьома режимами затримки детонації. Бомба має Х-подібні крила в середній частині корпусу, а також стабілізуючі хвостові ребра як X-подібної конфігурації, так і у формі планки з обмеженим трикутником. До задньої кромки хвостового оперення прикріплені поверхні керування зі щілинним циліндром.

### Технічні характеристики бомби УПАБ-1500Б-Е
Російський оборонпром заявляє такі технічні характеристики:
- Довжина: 5,05 м,
- Діаметр: 0,4 м
- Повна вага: 1525 кг
- Маса бойової частини: 1010 кг
- Максимальна дальність застосування: до 50 км.
- Висота застосування: до 15 км.
- Кругове можливе відхилення — 10 м.

## Модифікації
- УПАБ-1500В (індекс К029Б).
- УПАБ-1500Б-Э (К029БЭ) — експортний варіант.

## Застосування
У березні 2023 Росія вперше застосувала УПАБ-1500Б під час війни в Україні. За інформацією Defense Express, росіяни застосували керовані плануючі бомби УПАБ-1500В на початку березня 2023 року на одному з об'єктів Чернігівської області.